# Gayam (Panggul)
Gayam is een bestuurslaag in het regentschap Trenggalek van de provincie Oost-Java, Indonesië. Gayam telt 2206 inwoners (volkstelling 2010).